# Murray Melvin
Murray Melvin (Londra, 10 agosto 1932 – Londra, 14 aprile 2023) è stato un attore britannico.

## Biografia
Principalmente attore teatrale, fu protagonista del film Sapore di miele (1961) e la sua interpretazione gli valse il premio come miglior attore al Festival di Cannes del 1962; negli anni sessanta ebbe una parte anche in Alfie (1966) di Lewis Gilbert. Nel decennio successivo recitò nei film I diavoli (1971) di Ken Russell, nel ruolo di padre Mignon, e Barry Lyndon (1975) di Stanley Kubrick, nel ruolo del reverendo Runt. Tra le sue ultime interpretazioni si ricordano quelle nei film I vestiti nuovi dell'imperatore (2001) di Alan Taylor, e Il fantasma dell'Opera (2004) di Joel Schumacher.

## Filmografia parziale

### Cinema
- Giungla di cemento (The Criminal), regia di Joseph Losey (1960)
- Sapore di miele (A Taste of Honey), regia di Tony Richardson (1961)
- Ponte di comando (H.M.S. Defiant), regia di Lewis Gilbert (1962)
- Cerimonia infernale (The Ceremony), regia di Laurence Harvey (1963)
- Alfie, regia di Lewis Gilbert (1966)
- La truffa che piaceva a Scotland Yard (Kaleidoscope), regia di Jack Smight (1966)
- Ci divertiamo da matti (Smashing Time), regia di Desmond Davis (1967)
- L'uomo di Kiev (The Fixer), regia di John Frankenheimer (1968)
- Fate la rivoluzione senza di noi (Start the Revolution Without Me), regia di Bud Yorkin (1970)
- I diavoli (The Devils), regia di Ken Russell (1971)
- Il boy friend (The Boy Friend), regia di Ken Russell (1971)
- Lisztomania, regia di Ken Russell (1975)
- Barry Lyndon, regia di Stanley Kubrick (1975)
- Ci rivedremo all'inferno (Shout at the Devil), regia di Peter R. Hunt (1976)
- Le piccanti avventure di Tom Jones (The Bawdy Adventures of Tom Jones), regia di Cliff Owen (1976)
- Joseph Andrews, regia di Tony Richardson (1977)
- Il principe e il povero (Crossed Swords), regia di Richard Fleischer (1977)
- I vestiti nuovi dell'imperatore (The Emperor's New Clothes), regia di Alan Taylor (2001)
- Il fantasma dell'Opera (The Phantom of the Opera), regia di Joel Schumacher (2004)
- Civiltà perduta (The Lost City of Z), regia di James Grey (2016)

### Televisione
- Agente speciale (The Avengers) – serie TV, episodio 1x01 (1960)
- Knock on Any Door – serie TV, episodio 1x06 (1965)
- L'ispettore Barnaby (Midsomer Murders) – serie TV, episodio 15x01 (2012)

## Doppiatori italiani
- Oreste Lionello in Alfie, Barry Lyndon
- Dante Biagioni in Il fantasma dell'opera
- Oliviero Dinelli in Civiltà perduta
- Massimo Turci in Ponte di comando